# Мец-Виль-1
Мец-Виль-1 (фр. Metz-Ville-1) — упразднённый кантон во Франции, регион Лотарингия, департамент Мозель, округ Мец-Виль, часть города Мец.
Численность населения кантона в 1999 году составляла 24027 человек. Код INSEE кантона — 5717. В результате административной реформы в марте 2015 года кантон упразднён.

## Географическое положение
Кантон Мец-Виль-1 занимал северную часть города и соответствовал кварталам: Иль, Деван-ле-Пон и Патротт Мец-Нор.